# Gruppo di NGC 2280
Il Gruppo di NGC 2280 comprende cinque galassie situate nella costellazione del Cane Maggiore.

## Descrizione
La distanza media tra il centro di massa di questo gruppo e la nostra Via Lattea è di circa 98 milioni di anni luce (30,2 Mpc).

## Membri
Nella tabella sottostante sono riportati i cinque membri del gruppo indicati da Garcia nel suo articolo del 1993.
Anche Richard Powell menziona questo gruppo nel suo sito  "Un Atlas de l'Univers", ma non vi include NGC 2292.
| Nome       | Classificazione | Tipo            | RA (J2000.0)  | DEC (J2000.0) | Velocità radiale (km/s) | Magnitudine apparente | Distanza (Mpc) | Dimensioni (kal) |
| ---------- | --------------- | --------------- | ------------- | ------------- | ----------------------- | --------------------- | -------------- | ---------------- |
| NGC 2280   | SA(s)cd         | Spirale         | 06h 44m 49.1s | -27° 38′ 19″  | 1895 ± 1                | 10,3                  | 30,2 ± 2,1     | 451              |
| NGC 2293   | SAB0^+(s) pec   | Lenticolare     | 06h 47m 42.9s | -26° 45′ 16″  | 2037 ± 6                | 11,2                  | 32,3 ± 2,3     | 214              |
| ESO 490-45 | SB(s)d          | Spirale barrata | 06h 46m 46.7s | -26° 28′ 32″  | 1711 ± 1                | 12,27                 | 27,5 ± 1,9     | 78               |
| ESO 490-10 | SB(rs)d? pec    | Spirale barrata | 06h 31m 57.5s | -26° 46′ 09″  | 1820 ± 2                | 12,27 ± 0,09          | 28,8 ± 2,0     | 63               |
| NGC 2292   | SAB0^0 pec      | Lenticolare     | 06h 47m 39.6s | -26° 44′ 46″  | 2036 ± 4                | 11,0                  | 32,3 ± 2,3     | 264              |

Il sito DeepskyLog permette di trovare agevolmente le costellazioni in cui sono situate le galassie; in alternativa si possono utilizzare le coordinate delle galassie per individuarle. Se non altrimenti indicato, le coordinate sono quelle fornite dal sito NASA/IPAC (National Aeronautics and Space Administration / Infrared Processing and Analysis Center).